# Rudolfiella
Rudolfiella – rodzaj roślin z rodziny storczykowatych (Orchidaceae). Obejmuje 7 gatunków występujących w Ameryce Środkowej i Południowej w takich krajach jak: Brazylia, Kolumbia, Ekwador, Gujana Francuska, Gujana, Panama, Peru, Surinam, Trynidad i Tobago, Wenezuela.

## Systematyka
Rodzaj sklasyfikowany do podplemienia Maxillariinae w plemieniu Cymbidieae, podrodzina epidendronowe (Epidendroideae), rodzina storczykowate (Orchidaceae), rząd szparagowce (Asparagales) w obrębie roślin jednoliściennych.
Wykaz gatunków
- Rudolfiella aurantiaca (Lindl.) Hoehne
- Rudolfiella bicornaria (Rchb.f.) Hoehne
- Rudolfiella caquetaense Uribe Vélez & Sauleda
- Rudolfiella floribunda (Schltr.) Hoehne
- Rudolfiella lindmaniana (Kraenzl.) Hoehne
- Rudolfiella peruviana D.E.Benn. & Christenson
- Rudolfiella picta (Schltr.) Hoehne